# Gaius Calpurnius Piso (Konsul 111)
Gaius Calpurnius Piso war ein im 1. und 2. Jahrhundert n. Chr. lebender römischer Politiker.
Durch die Fasti Ostienses ist belegt, dass Piso 111 zusammen mit Marcus Vettius Bolanus ordentlicher Konsul war. Die beiden sind noch durch weitere Inschriften, in denen ihre Namen zum Teil nur unvollständig erhalten sind, sowie durch eine Vindolanda-Tafel als Konsuln belegt.
Möglicherweise ist Piso mit dem Dichter Calpurnius Piso identisch, der bei Plinius in einem seiner Briefe erwähnt wird.